# I baroni
Pour plus de détails, voir Fiche technique et Distribution.
I baroni est une comédie érotique italienne réalisée par Giampaolo Lomi et sortie en 1975. 

## Fiche technique
- Titre italien original : I baroni[1]
- Réalisateur : Giampaolo Lomi
- Scénario : Mimmo Calandruccio, Giampaolo Lomi
- Photographie : Marcello Masciocchi
- Montage : Raimondo Crociani
- Musique : Daniele Patucchi (it)
- Effets spéciaux : Sebastiano Celeste
- Décors  : Francesco Vanorio
- Production : Carlo Policreti
- Société de production : Idra Cinematografica
- Pays de production :  Italie
- Langues originales : italien
- Format : couleur - Son mono - 35 mm
- Durée : 98 minutes
- Genre : comédie érotique italienne
- Dates de sortie :
  - Italie : 11 décembre 1975

## Distribution

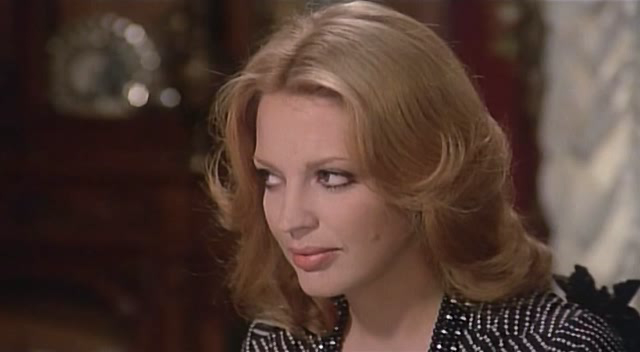
Ira von Fürstenberg dans une scène du film.

- Turi Ferro : Baron Leopoldo Lalumera
- Rena Niehaus : Eva
- Jacques Weber : Carlo
- Ira von Fürstenberg : Isabella
- Vittorio Caprioli : Le père de Mariantonia
- Andréa Ferréol : Mariantonia
- Aldo Fabrizi : Monseigneur Pietro
- Alba Maiolini :
- Leopoldo Trieste : maître de cérémonie